# Coupe du Golfe des nations de football 2024
Navigation
Irak 2023 Arabie saoudite 2026
La Coupe du Golfe des nations de football 2024 est la 26e édition de ce tournoi biennal. Organisée par la Fédération de football de la Coupe du Golfe arabique (en), Le tournoi se déroulera au Koweït du 21 décembre 2024 au 4 janvier 2025.
Bahreïn a remporté la compétition pour la deuxième fois, en battant Oman 2-1 en finale.

## Équipes participants
| Équipe              | Apparition | Meilleure performance précédente                                       | Classement FIFA Novembre 2024 |
| ------------------- | ---------- | ---------------------------------------------------------------------- | ----------------------------- |
| Qatar               | 26e        | Vainqueur (1992, 2004, 2014)                                           | 46                            |
| Irak                | 17e        | Vainqueur (1979, 1984, 1988, 2023)                                     | 56                            |
| Arabie saoudite     | 25e        | Vainqueur (1994, 2002, 2003)                                           | 59                            |
| Émirats arabes unis | 25e        | Vainqueur (2007, 2013)                                                 | 68                            |
| Bahreïn             | 26e        | Vainqueur (2019)                                                       | 76                            |
| Oman                | 24e        | Vainqueur (2009, 2017)                                                 | 80                            |
| Koweït              | 26e        | Vainqueur (1970, 1972, 1974, 1976, 1982, 1986, 1990, 1996, 1998, 2010) | 135                           |
| Yémen               | 11e        | Phase de groupe (2003, 2004, 2007, 2009, 2010, 2013, 2014, 2017, 2019) | 154                           |

## Villes et stades
| Ville        | Stade                | Capacité |
| ------------ | -------------------- | -------- |
| Koweït ville | Stade Jaber Al-Ahmad | 60,000   |
| Koweït ville | Stade Sulaibikhat    | 15,000   |

## Tirage au sort
Le tirage au sort a eu lieu le 9 novembre 2024 à 19h00 (GMT+03:00) à Koweït ville. Les huit équipes ont été réparties en deux groupes de quatre, en sélectionnant une équipe dans chacun des quatre pots classés.
| Pot 1                                              | Pot 2                           |
| -------------------------------------------------- | ------------------------------- |
| Koweït (135; Pays hôte) Irak (56; Tenant du titre) | Qatar (48) Arabie saoudite (59) |
| Pot 3                                              | Pot 4                           |
| Émirats arabes unis (64) Bahreïn (81)              | Oman (80) Yémen (157)           |

## Arbitres
Arbitres
- Mustapha Ghorbal
- Ammar Mahfoodh
- Mohanad Qasim Sarray
- Ahmad Al-Ali
- Dahane Beida
- Qasim Al-Hatmi
- Abdulrahman Al-Jassim
- István Kovács
- Khalid Al-Turais
- Halil Umut Meler
- Omar Al-Ali

Arbitres assistants
- Abdulla Al-Rowaimi
- Mohamed Salman
- Watheq Al-Swaiedi
- Ahmad Abbas
- Abdulhadi Al-Anezi
- Saoud Al-Maqaleh
- Taleb Al-Marri
- Mohammed Al-Abakry
- Abdelraheem Al-Shammari
- Jasem Al-Ali
- Mohamed Al-Hammadi

Quatrièmes arbitres
- Mokrane Gourari
- Abbès Zerhouni
- Brahim Hmade
- Youssouf Yahia
- Nasser Al-Busaidi
- Hamed Al-Ghafer
- Mircea Grigoriu
- Ferencz Tunyogi
- Kerem Ersoy
- İbrahim Çağlar Uyarcan

Arbitres vidéo
- Fu Ming
- Mahmoud Ashour
- Ahmed Rsetam
- Jumpei Iida
- Abdullah Jamali
- Khamis Al-Marri
- Abdullah Al-Shehri
- Haythem Guirat
- Mohamed Khadim

## Déroulement de la phase finale
Toutes les heures sont locales (UTC+03:00).

### Premier tour

#### Groupe A
| Rang | Équipe              | Pts | J | G | N | P | Bp | Bc | Diff |
| ---- | ------------------- | --- | - | - | - | - | -- | -- | ---- |
| 1    | Oman                | 5   | 3 | 1 | 2 | 0 | 4  | 3  | +1   |
| 2    | Koweït              | 5   | 3 | 1 | 2 | 0 | 4  | 3  | +1   |
| 3    | Émirats arabes unis | 2   | 3 | 0 | 2 | 1 | 3  | 4  | -1   |
| 4    | Qatar               | 2   | 3 | 0 | 2 | 1 | 3  | 4  | -1   |

| 21 décembre 2024 | Koweït     | 1 - 1   | Oman         | Stade Jaber Al-Ahmad                              |                                                   |
| 20h00            | Nasser 34e | (1 - 1) | 42e Al-Sabhi | Spectateurs : 42 445 Arbitrage : Khalid Al-Turais | Spectateurs : 42 445 Arbitrage : Khalid Al-Turais |
| 20h00            | Rapport    |         |              | Spectateurs : 42 445 Arbitrage : Khalid Al-Turais | Spectateurs : 42 445 Arbitrage : Khalid Al-Turais |

| 21 décembre 2024 | Qatar           | 1 - 1   | Émirats arabes unis | Stade Sulaibikhat                             |                                               |
| 22h30            | Afif 17e (pen.) | (1 - 1) | 45+1e Al-Ghassani   | Spectateurs : 5 007 Arbitrage : István Kovács | Spectateurs : 5 007 Arbitrage : István Kovács |
| 22h30            | Rapport         |         |                     | Spectateurs : 5 007 Arbitrage : István Kovács | Spectateurs : 5 007 Arbitrage : István Kovács |

| 24 décembre 2024 | Oman                    | 2 - 1   | Qatar  | Stade Sulaibikhat                                    |                                                      |
| 17h25            | Al-Sabhi 20e (pen.) 52e | (1 - 1) | 2e Ali | Spectateurs : 4 552 Arbitrage : Mohanad Qasim Sarray | Spectateurs : 4 552 Arbitrage : Mohanad Qasim Sarray |
| 17h25            | Rapport                 |         |        | Spectateurs : 4 552 Arbitrage : Mohanad Qasim Sarray | Spectateurs : 4 552 Arbitrage : Mohanad Qasim Sarray |

| 24 décembre 2024 | Émirats arabes unis | 1 - 2   | Koweït                      | Stade Jaber Al-Ahmad                          |                                               |
| 20h30            | Caio 5e             | (1 - 1) | 16e Daham · 89e M. Al-Enezi | Spectateurs : 48 621 Arbitrage : Dahane Beida | Spectateurs : 48 621 Arbitrage : Dahane Beida |
| 20h30            | Rapport             |         |                             | Spectateurs : 48 621 Arbitrage : Dahane Beida | Spectateurs : 48 621 Arbitrage : Dahane Beida |

| 27 décembre 2024 | Koweït    | 1 - 1   | Qatar          | Stade Jaber Al-Ahmad                              |                                                   |
| 17h30            | Daham 74e | (0 - 0) | 90+11e Muntari | Spectateurs : 57 742 Arbitrage : Mustapha Ghorbal | Spectateurs : 57 742 Arbitrage : Mustapha Ghorbal |
| 17h30            | Rapport   |         |                | Spectateurs : 57 742 Arbitrage : Mustapha Ghorbal | Spectateurs : 57 742 Arbitrage : Mustapha Ghorbal |

| 27 décembre 2024 | Émirats arabes unis | 1 - 1   | Oman             | Stade Sulaibikhat                              |                                                |
| 17h30            | Al-Ghassani 20e     | (1 - 0) | 79e Al-Mushaifri | Spectateurs : 7 813 Arbitrage : Ammar Mahfoodh | Spectateurs : 7 813 Arbitrage : Ammar Mahfoodh |
| 17h30            | Rapport             |         |                  | Spectateurs : 7 813 Arbitrage : Ammar Mahfoodh | Spectateurs : 7 813 Arbitrage : Ammar Mahfoodh |

#### Groupe B
| Rang | Équipe          | Pts | J | G | N | P | Bp | Bc | Diff |
| ---- | --------------- | --- | - | - | - | - | -- | -- | ---- |
| 1    | Bahreïn         | 6   | 3 | 2 | 0 | 1 | 6  | 4  | +2   |
| 2    | Arabie saoudite | 6   | 3 | 2 | 0 | 1 | 8  | 6  | +2   |
| 3    | Irak            | 3   | 3 | 1 | 0 | 2 | 2  | 5  | -3   |
| 4    | Yémen           | 3   | 3 | 1 | 0 | 2 | 4  | 5  | -1   |

| 22 décembre 2024 | Irak        | 1 - 0   | Yémen | Stade Sulaibikhat                                     |                                                       |
| 17h25            | Hussein 64e | (0 - 0) |       | Spectateurs : 7 203 Arbitrage : Abdulrahman Al-Jassim | Spectateurs : 7 203 Arbitrage : Abdulrahman Al-Jassim |
| 17h25            | Rapport     |         |       | Spectateurs : 7 203 Arbitrage : Abdulrahman Al-Jassim | Spectateurs : 7 203 Arbitrage : Abdulrahman Al-Jassim |

| 22 décembre 2024 | Arabie saoudite                      | 2 - 3   | Bahreïn                                         | Stade Jaber Al-Ahmad                         |                                              |
| 20h30            | Al-Juwayr 73e · Al-Shehri 86e (pen.) | (0 - 2) | 19e Abduljabbar · 38e Al-Humaidan · 76e Marhoon | Spectateurs : 7 726 Arbitrage : Ahmad Al-Ali | Spectateurs : 7 726 Arbitrage : Ahmad Al-Ali |
| 20h30            | Rapport                              |         |                                                 | Spectateurs : 7 726 Arbitrage : Ahmad Al-Ali | Spectateurs : 7 726 Arbitrage : Ahmad Al-Ali |

| 25 décembre 2024 | Yémen                       | 2 - 3   | Arabie saoudite                                    | Stade Sulaibikhat                              |                                                |
| 17h25            | Al-Zubaidi 8e · Sabarah 27e | (2 - 1) | 30e Kanno · 57e (pen.) Al-Juwayr · 90+3e Al-Hamdan | Spectateurs : 9 200 Arbitrage : Qasim Al-Hatmi | Spectateurs : 9 200 Arbitrage : Qasim Al-Hatmi |
| 17h25            | Rapport                     |         |                                                    | Spectateurs : 9 200 Arbitrage : Qasim Al-Hatmi | Spectateurs : 9 200 Arbitrage : Qasim Al-Hatmi |

| 25 décembre 2024 | Bahreïn       | 2 - 0   | Irak | Stade Jaber Al-Ahmad                              |                                                   |
| 20h30            | Madan 38e 47e | (1 - 0) |      | Spectateurs : 13 150 Arbitrage : Halil Umut Meler | Spectateurs : 13 150 Arbitrage : Halil Umut Meler |
| 20h30            | Rapport       |         |      | Spectateurs : 13 150 Arbitrage : Halil Umut Meler | Spectateurs : 13 150 Arbitrage : Halil Umut Meler |

| 28 décembre 2024 | Irak    | 1 - 3   | Arabie saoudite                           | Stade Jaber Al-Ahmad                           |                                                |
| 17h30            | Ali 64e | (0 - 0) | 57e (pen.) Al-Dawsari · 81e 86e Al-Hamdan | Spectateurs : 54 942 Arbitrage : István Kovács | Spectateurs : 54 942 Arbitrage : István Kovács |
| 17h30            | Rapport |         |                                           | Spectateurs : 54 942 Arbitrage : István Kovács | Spectateurs : 54 942 Arbitrage : István Kovács |

| 28 décembre 2024 | Bahreïn        | 1 - 2   | Yémen                                | Stade Sulaibikhat                           |                                             |
| 17h30            | Al-Romaihi 62e | (0 - 1) | 41e (csc) Al-Khatal · 88e Al-Zubaidi | Spectateurs : 4 293 Arbitrage : Omar Al-Ali | Spectateurs : 4 293 Arbitrage : Omar Al-Ali |
| 17h30            | Rapport        |         |                                      | Spectateurs : 4 293 Arbitrage : Omar Al-Ali | Spectateurs : 4 293 Arbitrage : Omar Al-Ali |

### Phase à élimination directe

#### Tableau
|  | Demi-finales                       | Demi-finales                    |      |   | Finale                           | Finale                           |
|  | Demi-finales                       | Demi-finales                    |      |   | Finale                           | Finale                           |
|  |                                    |                                 |      |   |                                  |                                  |
|  | 31 décembre - Stade Sulaibikhat    | 31 décembre - Stade Sulaibikhat |      |   | 4 janvier - Stade Jaber Al-Ahmad | 4 janvier - Stade Jaber Al-Ahmad |
|  | 31 décembre - Stade Sulaibikhat    | 31 décembre - Stade Sulaibikhat |      |   | 4 janvier - Stade Jaber Al-Ahmad | 4 janvier - Stade Jaber Al-Ahmad |
|  | Oman                               | 2                               |      |   | 4 janvier - Stade Jaber Al-Ahmad | 4 janvier - Stade Jaber Al-Ahmad |
|  | Oman                               | 2                               |      |   | 4 janvier - Stade Jaber Al-Ahmad | 4 janvier - Stade Jaber Al-Ahmad |
|  | Arabie saoudite                    | 1                               |      |   | 4 janvier - Stade Jaber Al-Ahmad | 4 janvier - Stade Jaber Al-Ahmad |
|  | Arabie saoudite                    | 1                               | Oman | 1 |                                  |                                  |
|  | 31 décembre - Stade Jaber Al-Ahmad |                                 | Oman | 1 |                                  |                                  |
|  |                                    | Bahreïn                         | 2    |   |                                  |                                  |
|  | Bahreïn                            | Bahreïn                         | 2    | 1 |                                  |                                  |
|  | Bahreïn                            |                                 |      | 1 |                                  |                                  |
|  | Koweït                             | 0                               |      |   |                                  |                                  |
|  | Koweït                             | 0                               |      |   |                                  |                                  |

#### Demi-finales
| 31 décembre 2024 | Oman                             | 2 - 1   | Arabie saoudite | Stade Sulaibikhat                                 |                                                   |
| 17h30            | A. Al-Alawi 74e · Al-Busaidi 85e | (0 - 0) | 87e Kanno       | Spectateurs : 10 500 Arbitrage : Halil Umut Meler | Spectateurs : 10 500 Arbitrage : Halil Umut Meler |
| 17h30            | Rapport                          |         |                 | Spectateurs : 10 500 Arbitrage : Halil Umut Meler | Spectateurs : 10 500 Arbitrage : Halil Umut Meler |

| 31 décembre 2024 | Bahreïn     | 1 - 0   | Koweït | Stade Jaber Al-Ahmad                           |                                                |
| 20h45            | Marhoon 75e | (0 - 0) |        | Spectateurs : 60 122 Arbitrage : István Kovács | Spectateurs : 60 122 Arbitrage : István Kovács |
| 20h45            | Rapport     |         |        | Spectateurs : 60 122 Arbitrage : István Kovács | Spectateurs : 60 122 Arbitrage : István Kovács |

#### Finale
| 4 janvier 2025 | Oman             | 1 - 2   | Bahreïn                                    | Stade Jaber Al-Ahmad                                   |                                                        |
| 19h30          | Al-Mushaifri 17e | (1 - 0) | 78e (pen.) Marhoon · 80e (csc) Al-Musalami | Spectateurs : 57 674 Arbitrage : Abdulrahman Al-Jassim | Spectateurs : 57 674 Arbitrage : Abdulrahman Al-Jassim |
| 19h30          | Rapport          |         |                                            | Spectateurs : 57 674 Arbitrage : Abdulrahman Al-Jassim | Spectateurs : 57 674 Arbitrage : Abdulrahman Al-Jassim |

## Buteurs
3 buts
- Mohamed Marhoon
- Issam Al-Sabhi
- Abdullah Al-Hamdan

2 buts
- Ali Madan
- Mohammad Daham
- Abdulrahman Al-Mushaifri
- Musab Al-Juwayr
- Mohamed Kanno
- Yahya Al-Ghassani
- Harwan Al-Zubaidi

1 but
- Mahdi Abduljabbar
- Mahdi Al-Humaidan
- Mohamed Al-Romaihi
- Mohanad Ali
- Aymen Hussein
- Moath Al-Enezi
- Yousef Nasser
- Arshad Al-Alawi
- Ali Al-Busaidi
- Akram Afif
- Almoez Ali
- Mohammed Muntari
- Salem Al-Dawsari
- Saleh Al-Shehri
- Caio Canedo
- Abdul Majeed Sabarah

Contre son camp
- Ebrahim Al-Khattal (contre le Yémen)
- Mohammed Al-Musalami (contre le Bahreïn)

## Aspects socio-économiques

### Liste des diffuseurs
| Diffuseurs de télévision de la Coupe du Golfe 2024 au Moyen-Orient | Diffuseurs de télévision de la Coupe du Golfe 2024 au Moyen-Orient |
| Pays                                                               | Réseau de diffusion                                                |
| ------------------------------------------------------------------ | ------------------------------------------------------------------ |
| Arabie saoudite                                                    | Saudi Sports Company (en), AlRiyadiyah (en)                        |
| Bahreïn                                                            | Bahrain Sport                                                      |
| Émirats arabes unis                                                | AD Sports (en), Dubai Sports (en)                                  |
| Irak                                                               | Al Iraqiya Sports, Alrabiaa Sports (en)                            |
| Koweït                                                             | KTV Sports (en)                                                    |
| Oman                                                               | Oman Sports                                                        |
| Qatar                                                              | Alkass, Bein Sports                                                |